# Egon Schneider (Jurist)
Egon Schneider (* 3. April 1927 in Köln; † 3. Oktober 2014) war ein deutscher Richter.

## Leben
Schneider studierte Rechtswissenschaften an der Universität Köln und legte 1954 die 1. juristische Staatsprüfung ab. Im selben Jahr wurde er mit der Dissertation Die durch eine verschuldete Folge qualifizierten Delikte zum Dr. jur. promoviert. Im August 1958 trat er nach seiner Referendarzeit und dem Assessorexamen in den Justizdienst des Landes Nordrhein-Westfalen ein. Zum 1. Mai 1962 wurde Schneider zum Landgerichtsrat am Landgericht Köln ernannt. Dort war er überwiegend in Zivilkammern tätig und widmete sich auch schon der Ausbildung des juristischen Nachwuchses. Aus seiner Ausbildungstätigkeit wurde folgende Begebenheit erörtert: Schneider gab den Fall Des Esels Schatten seinen Referendaren zur Bearbeitung und schrieb darüber einen Aufsatz in der Juristenzeitung (JZ). Es ging dabei um die Frage, ob der Mietvertrag über einen Esel dem Mieter auch das Recht gibt, den Schatten des Esels in der Mittagshitze zu nutzen. Schneider kritisierte die Referendare, weil sie den Fall juristisch bearbeiteten, obwohl der Streit kein „geziemender Gegenstand (rechts-)wissenschaftlicher Erörterung sei“. Dem widersprachen in der JZ andere Richter.
1968 wechselte er an das OLG Köln, wo er zum 1. März 1969 zum Oberlandesgerichtsrat ernannt wurde. Am OLG gehörte er ab Herbst 1968 bis zum Eintritt in den Ruhestand dem 2. Zivilsenat an, der sich mit Zwangsvollstreckungs- und Konkursrecht sowie mit Teilbereichen der Freiwilligen Gerichtsbarkeit beschäftigt. Zuletzt war er stellvertretender Vorsitzender des Senats. Nach seiner Versetzung in den Ruhestand, die am 1. Mai 1989 erfolgte, war Schneider noch als Rechtsanwalt tätig. Nunmehr unabhängig, entwickelte sich Schneider zu einem Kritiker seines Berufsstandes, der ihn bisweilen den Ruf eines Nestbeschmutzers einbrachte.
Sein Sohn Norbert Schneider ist als Rechtsanwalt tätig.
Der Rechtsanwalt beim Bundesgerichtshof Ekkehart Reinelt schrieb in seinem Nachruf: „Trotz herausragender Noten und Beurteilungen hat er auf den Vorsitz eines Senats beim Oberlandesgericht bewusst verzichtet. Er befürchtete, dass die herausgehobene Position seine nachhaltige Justizkritik (beispielsweise im ‚Justizspiegel’) erschweren könnte.“

## Werk
Schneider wurde zeitweise als Grandseigneur des Zivilprozessrechts gefeiert. Vor allem in den Bereichen der juristischen Ausbildung und des Zivilprozessrechtes hat er Standardtitel begründet. So zählen die Werke Logik für Juristen; Die Tenorierung im Zivilurteil und Richterliche Arbeitstechnik bis heute in immer neuen Auflagen zu den Klassikern der juristischen Ausbildungsliteratur. Hinzu kommt als Standard-Kommentar der Streitwert-Kommentar, der mittlerweile seine 12. Auflage erfahren hat. Darüber hinaus war er von der 12. bis zur 18. Auflage Bearbeiter des bekannten ZPO-Kommentars von Richard Zöller. Nach seinem Ausscheiden aus dem Justizdienst wirkte Schneider zudem als Mitherausgeber der Zeitschrift für die Anwaltspraxis, in der sich immer wieder scharfzüngig mit seinem Berufsstand auseinandersetzte. Insgesamt zeichnete Schneider für über 1.000 Veröffentlichungen verantwortlich.

## Werke (Auswahl)
- Befangenheitsablehnung im Zivilprozess, fortgeführt von Stephan Gronemann, 4. Auflage 2017, ZAP-Verlag, ISBN 978-3-89655-864-0.
- mit Lotte Thiel: Zivilprozessuales Beweisrecht: Grundlagen und Fehlerquellen. LexisNexis Deutschland GmbH – ZAP Verlag, 2008, ISBN 978-3-89655-377-5.
- Logik für Juristen, fortgeführt von Friedrich E. Schnapp, 6. Auflage, Vahlen 2006, ISBN 978-3-8006-2997-8.